# KB Kerasan
El KB Kerasan es un club de baloncesto profesional de la ciudad de Pristina, que milita en la ETC Superliga, la máxima categoría del baloncesto kosovar. Disputa sus partidos en el Pallati i Rinisë dhe Sporteve, con capacidad para 3000 espectadores.

## Posiciones en liga
| - 2014: (A1) - 2015: 2º-(Liga e pare) - 2016: 7º-(SL) |

## Palmarés
- Campeón de los Play-offs de la Liga e pare

2015

## Jugadores destacados
| - Qendrim Ajazaj - Rinor Pllana - Kushtrim Sadiku - Ardit Beqiri |